# مامادي دياكيتي
مامادي دياكيتي (بالإنجليزية: Mamadi Diakite)‏ هو لاعب كرة سلة غيني يلعب في مركز لاعب هجوم قوي الجسم أو لاعب وسط في نادي ميلووكي باكس.

## روابط خارجية
- مامادي دياكيتي على موقع إن بي أي (الإنجليزية)
- مامادي دياكيتي على موقع سبورتس رفرنس (الإنجليزية)
- مامادي دياكيتي على موقع كرة السلة الأوروبية.كوم (الإنجليزية)
- مامادي دياكيتي على موقع إي إس بي إن.كوم (الإنجليزية)
- مامادي دياكيتي على موقع كلية كرة السلة في سبورتس رفرنس.كوم (الإنجليزية)
- مامادي دياكيتي على موقع ريلجم (الإنجليزية)
- مامادي دياكيتي على موقع بروبوليرز (الإنجليزية)
- مامادي دياكيتي على موقع سبورتس رفرنس (الإنجليزية)